# Asadullah Khalid
Asadullah Khalid, né en 1970 à Ghazni dans la province de Ghazni, est un homme politique afghan. Gouverneur de la province de Ghazni de 2002 à 2005, puis gouverneur de la province de Kandahar de 2005 à 2008, il est ministre des Affaires tribales et frontalières de 2008 à 2012. Chef de la Direction nationale de la sécurité de 2012 à 2015, il est ministre de la Défense de 2018 à 2021.
Il est blessé le 6 décembre 2012 dans un attentat suicide à la bombe contre une auberge de Kaboul.